# Старые Боги и Новые
«Старые Боги и Новые» (англ. The Old Gods and the New) — шестой эпизод второго сезона фэнтезийного сериала канала HBO «Игра престолов». Сценарий к эпизоду написала Ванесса Тейлор, а режиссёром стал Дэвид Наттер. Премьера состоялась 6 мая 2012 года.
Название эпизода отсылает и к «Старым Богам» Севера, и к «Новым Богам», распространённой религии остального Вестероса.

## Сюжет

### В Винтерфелле
Теон Грейджой (Альфи Аллен) захватывает Винтерфелл после отвлекающего набега на Торрхенов Удел. Объявив себя принцем и лордом Винтерфелла, Теон убеждает нынешнего лорда Брана Старка (Айзек Хэмпстед-Райт) сдаться, пообещав ему пощадить жителей замка. За пределами Винтерфелла был пойман и приведен к Теону сир Родрик (Рон Донахи), который презрительно плюёт в захватчика. Дагмер предлагает Теону лично казнить Родрика, чтобы сохранить лицо перед своими людьми. Теон так и поступает, но он не смог казнить сира Родрика с одного удара и ему приходится рубить несколько раз, чтобы обезглавить его. Ночью одичалая служанка Оша (Наталия Тена) соблазняет Теона, предлагая себя в обмен на её свободу; Теон в неведении, что это уловка Оши позволила ей и Ходору (Кристиан Нэрн) благополучно вывести Брана и его брата Рикона (Арт Паркинсон) из Винтерфелла.

### В Западных Землях
Робб Старк (Ричард Мэдден) снова сталкивается с полевым медиком Талисой (Уна Чаплин). Пока они говорили друг с другом, Кейтилин Старк (Мишель Фэйрли) прибывает в лагерь. Узнав, что эта медсестра — леди Талиса Мэйгир из далёкого города Волантиса, и заметив влечение Робба к ней, Кейтилин напоминает своему сыну об обещании жениться на одной из дочерей лорда Фрея (в обмен на то, что лорд Уолдер Фрей позволил армиям Старков пересечь реку через свой мост). Старки получают известие о предательстве Теона Грейджоя и казни сира Родрика. В ярости Робб объявляет, что он отобьёт Винтерфелл, но лорд Русе Болтон (Майкл Макэлхаттон) отговаривает Робба: если сейчас он последует на Север, то он потеряет уже завоёванное. Болтон предлагает отправить своего бастарда Рамси в Винтерфелл вместо Робба, Робб нехотя соглашается. Он требует захватить Теона живьём, чтобы прежде чем лично казнить его, Робб мог понять, почему Теон предал Старков.

### За Стеной
Экспедиция, возглавляемая Куореном Полуруким (Саймон Армстронг), достигает поста одичалых и захватывает его. Все одичалые убиты, кроме Игритт (Роуз Лесли), захваченной Джоном Сноу (Кит Харингтон). После того, как та сообщает о растущей армии одичалых, Куорен приказывает Джону казнить пленницу, а после догнать группу. Однако Сноу не смог казнить Игритт, и в итоге его нерешительность позволяет ей сбежать. Джон смог догнать и снова схватить Игритт, но он теперь оказывается отрезанным от основной группы. С быстрым наступлением ночи Джону приходится устроить ночлег под открытым небом без возможности зажечь костёр, но Игритт убеждает его устроиться рядом с ней, чтобы было теплее.

### В Королевской Гавани
Мирцелла Баратеон (Эйми Ричардсон) отправлена в Дорн в качестве подтверждения её брака по договорённости с семьёй Мартеллов. Попрощавшись с ней, король со свитой возвращается обратно в Красный Замок, но беспорядки в королевском городе достигают критической точки: королю Джоффри (Джек Глисон) кто-то из толпы бросил в лицо навозом, он буйно на это реагирует и приказывает всех убить. Начинаются столкновения с толпой, и королевская семья вынуждена бежать в безопасное место. Тирион Ланнистер (Питер Динклэйдж) даёт пощёчину Джоффри за его глупость и пытается взять ситуацию под контроль, но Королевская Гвардия отказывается подчиняться ему. Отрезанная от королевской свиты, Санса Старк (Софи Тёрнер) оказывается в ловушке, от группового изнасилования её спасает Сандор «Пёс» Клиган (Рори Макканн).

### В Харренхоле
Лорд Тайвин Ланнистер (Чарльз Дэнс) становится всё более и более раздражённым из-за некомпетентности своих рыцарей и оружейников, которые, перепутав адреса, дали утечку важной военной информации в руки Старков. Тайвин отмечает, что его виночерпий Арья Старк (Мэйси Уильямс) может читать лучше, чем многие из его рыцарей. Он находит это необычным, так как Арья сказала ему, что её отец был каменщиком. Арья скрывает свою личность, но она оказывается в ещё большей опасности, когда для встречи в покои Тайвина неожиданно прибывает Петир Бейлиш (Эйдан Гиллен). Вынужденная прислуживать за столом и подавать вино, Арья пытается скрыть своё лицо от Бейлиша. Бейлиш обращает внимание на виночерпия после того, как она случайно проливает вино, но признает ли он в ней Арью, неясно. Позже один из рыцарей Тайвина, сир Амори Лорх (Финтан Маккиоун), ловит Арью с украденным пергаментом с подробными военными приказами, касающимися её брата Робба. Ей удаётся сбежать, и она разыскивает Якена Хгара (Том Влашиха), скрывающегося под видом гвардейца Ланнистеров. Она убеждает его убить сира Амори незамедлительно, чтобы возместить вторую из трёх «жизней», которые он должен ей. Как только сир Амори входит в покои Тайвина, чтобы разоблачить Арью, он падает замертво с застрявшим в его шее отравленным дротиком.

### В Кварте
Дейенерис Таргариен (Эмилия Кларк) встречается с Королём Пряностей (Николас Блэйн), одним из правителей Кварта. Он отказывается дать ей корабли, так как не был тронут её страстной речью и не считает её способной завоевать Железный Трон. Возвратившись с Ксаро к нему домой, Дейенерис и её свита обнаруживают тела убитых стражей и дотракийцев, которые валяются вокруг особняка Ксаро. Тела убитых приводят её к павильону, где она видит мёртвую служанку Ирри (Амрита Ашария) и обнаруживает исчезновение драконов. В конце эпизода можно увидеть, как неизвестный в капюшоне несет драконов в башню.

## Производство

### Сценарий
«Старые Боги и Новые» стал вторым эпизодом, написанным прибавленной к составу сценаристов сезона Ванессой Тейлор, которая адаптировала материал, взятый из глав оригинальной работы Джорджа Р. Р. Мартина «Битва королей»: Арья VIII, Дейенерис III, Тирион IX, Бран VI, Джон VI (39, 41, 42, 47, 52). Также, начальная сцена с железнорождёнными, захватывающими Винтерфелл, использует элементы из трёх различных глав: Теон IV, V и VI (51, 57 и 67).
Некоторые из значительных изменений по сравнению с первоисточником включают то, что Джон не дал Игритт уйти, после того как он отказался казнить её, а также казнь Родрика и Ирри (в книгах Родрик был убит позже, Теон казнил кузнеца, а Ирри была жива до конца пятой книги), и то, что Арья использовала второе желание убить Амори Лорха вместо Виза (жестокого младшего стюарда, которого не было в сериале). Дети Риды ещё не были представлены: в книгах они помогли Брану и Рикону бежать из Винтерфелла. Кроме того, на данный момент сюжетная линия в Кварте была вольно основана на исходном материале, кража драконов Дейенерис никогда не происходила в книгах.

### Кастинг
Этот эпизод представляет Роуз Лесли, играющую одичалую женщину Игритт. Продюсеры увидели её в сериале «Аббатство Даунтон», где она играла горничную Гвен Доусон, и они восхищались её способностью использовать Северные акценты. Шотландская актриса использовала Йоркширский акцент в «Аббатстве Даунтон». Она также тренировалась основам сценического боя в Лондонской академии музыкального и драматического искусства и была готова изобразить большинство физических аспектов её роли.
Два известных повторяющихся приглашённых актёра в последний раз появились в этом шоу. Мастер по оружию из Винтерфелла Родрик Кассель (Рон Донахи) и дотракийская служанка Ирри (Амрита Ашария) были убиты, и в обоих случаях их смерть в сериале была гораздо раньше, чем их смерть в книгах. Ачария была удивлена, когда узнала, что Ирри умерла, но чувствовала, что смерть была целью сделать Дейенерис более изолированной. Сцена, показывающая удушье Ирри, на самом деле была снята, но не вошла в финальный монтаж. Актриса призналась: «Я думаю, что это трудно быть удушенной на экране, потому что очевидно до такой степени, чтобы это было реально, тебя действительно придётся задушить. Так что я получила синяки на шее на следующий день. Я гордилась этим. Боевые шрамы.»

### Места съёмок
Съёмки в интерьерах эпизода продолжили снимать в The Paint Hall в Белфасте, в то время как сцены в Винтерфелле и Харренхолле были сняты в декорациях, построенных в Мониглассе и Банбридже соответственно.
Исландию использовали, чтобы изобразить далёкий север, и сцены из этого эпизода (и из следующего) были сняты на леднике Свинафетльсйёкюдль в национальном парке Ватнайёкюдль, неподалёку от Скафтафедля.
В Дубровнике производство использовало берег моря между фортом Бокар и фортом Ловриенац, чтобы снять отъезд Мирцеллы, внутренний шлюз Ворот Пиле для сцены беспорядка, внутреннюю террасу форта Ловриенац для укрытия, где королевская семья прячется от толпы, и Дворец Князей для атриума дворца Короля пряностей в Кварте. В этом же месте можно увидеть бюст хорватского моряка 16-го века Михо Праката.

## Реакция

### Рейтинги
Обзор первого показа эпизода составил 3.879 миллионов зрителей. Повтор составил 0.832 миллионов дополнительных зрителей, также в соответствии с рейтингом прошлой недели.

### Реакция критиков
После показа, эпизод получил универсальную похвалу от критиков. Мэтт Фоулер из IGN поставил эпизоду лучшую оценку 10 из 10.

### Награды
Эпизод получил номинацию на «Эмми» за лучшие причёски в сериале и выиграл премию за лучший грим в сериале.